# Velléda
Pour les articles homonymes, voir Velleda.

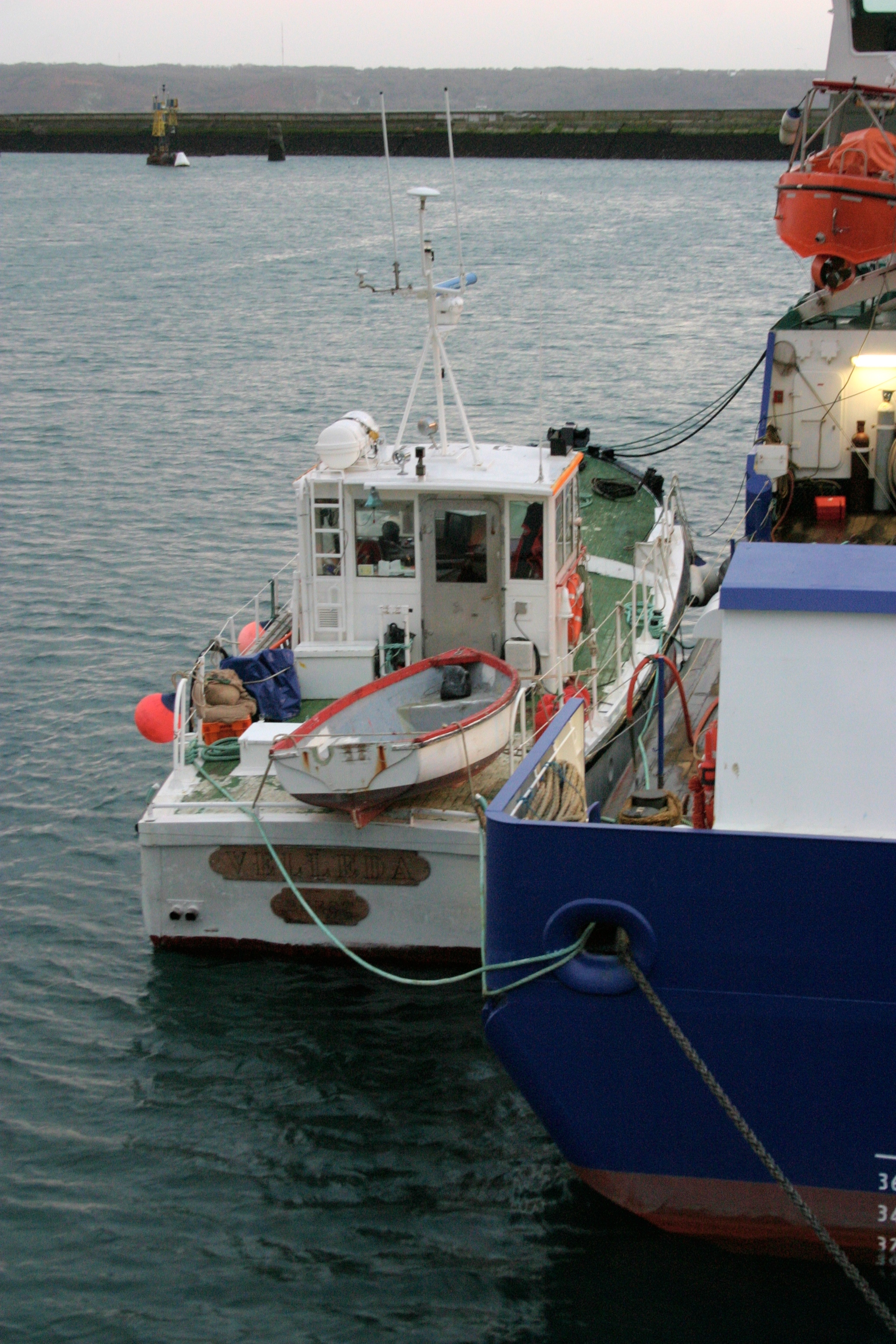
La Velléda à couple du baliseur océanique Armorique, au quai Malbert, à Brest

La Velléda est une vedette de la subdivision des phares et balises du Finistère qui avait pour mission initiale de ravitailler et de relever les phares d'Ar-Men, de la Vieille, de la Jument, des Pierres Noires et du Four. Depuis l'automatisation de ces phares, elle est utilisée pour l'entretien des autres établissements de signalisation maritime (ESM).

## Caractéristiques
- Longueur hors-tout : 17 m
- Vitesse : 9 nœuds
- Jauge : 29,75 tonneaux
- Motorisation : 2 moteurs Baudoin couplés de 100 ch

## Histoire

### Les quatreVelléda
Selon Jean-Christophe Fichou, la Velléda est en fait le quatrième bateau des Phares et balises qui porte ce nom.
- Une première Velléda, mise en service en 1933 et assurant la relève des phares à la pointe du Finistère, à partir de l'île de Sein, a été impliquée en 1940 dans le départ de nombreux marins sénans vers l'Angleterre, en réponse à l'Appel du 18 juin. Son patron était Jean-Marie Porsmoguer.
- Une seconde Velléda la remplace en février 1949. Mais, quelques mois à peine après sa mise en service, Velléda II rompt sa chaîne de mouillage et se brise sur les rochers du port de l'île de Sein. La première Velléda, rebaptisée La Helle est alors rappelée à l'île de Sein. Henri Le Gall en obtient le commandement en juillet 1950, à l'âge de 22 ans.
- La troisième Velléda (longueur : 15,80 m ; largeur : 4,00 m ; tirant d’eau : 2,00 m ; jauge brute : 25 tonneaux), construite par les chantiers Dupret à Gujan-Mestras, est lancée en 1951 et affectée à nouveau par les Phares et balises au port de l'île de Sein. Henri le Gall en a le commandement, mais la juge trop peu sûre. Rebaptisée Les Essarts et déplacée en 1969 à Ouistreham dans le Calvados, la troisième Velléda est restée en service jusqu'en 2004.
- L'actuelle Velléda l'a remplacée en 1968, à la demande d'Henri Le Gall. La quatrième Velléda est donc toujours en activité. Henri Le Gall en a assuré le commandement jusqu'à son départ à la retraite, en mars 1983.

### Un bateau conçu par son patron
L'actuelle Velléda a été construite aux Chantiers de la Garonne à Bordeaux en 1968. Elle assurait la relève des phares qu'elle desservait grâce à l'usage du cartahu, filin que l'on tendait entre le mât du bateau et le phare, et par lequel transitaient les hommes et le ravitaillement. Elle a été commandée pendant de nombreuses années par Henri Le Gall, considéré dans le milieu de la mer comme un « virtuose » de la relève. C'est d'ailleurs lui qui a en partie conçu les plans de la Velléda, réussissant à faire valoir auprès des ingénieurs des Phares et balises sa grande expérience du métier et ses exigences en matière de sécurité.
Peu de temps après sa mise en service, la Velléda fut retournée par une forte lame à l'occasion d'une relève au phare de la Vieille. Les trois marins présents sur le pont furent emportés. Le bateau se releva néanmoins, parfaitement intact, et Henri Le Gall réussit à récupérer ses trois hommes d'équipage, en plein raz de Sein, l'un des endroits les plus dangereux des côtes françaises. Ce sauvetage extraordinaire valut à Henri Le Gall la Légion d'honneur. Il apportait aussi la preuve du bien-fondé des modifications qu'il avait obtenues dans la conception du bateau (pontage intégral, notamment).

## Apparitions dans la littérature et au cinéma
- L'écrivain Jean-Paul Sartre, dans une page célèbre de La Nausée (1938), décrit le narrateur en train d'essayer en vain de compter les marronniers, de les comparer aux platanes, de les "situer par rapport à la Velléda". Les relations entre les choses, arbitraires, "ne mordaient plus sur les choses". "De trop, la Velléda[2]...".
- L'écrivain Jean-Pierre Abraham, qui fut gardien de phare à Ar-Men, raconte son évacuation d'urgence par mauvais temps sur la troisième Velléda (1951-1968) dans un texte intitulé « Velléda » mon amour[3].
- Dans son récit intitulé Armen, Abraham évoque également à de très nombreuses reprises la Velléda et son équipage, comme dans ce passage où il décrit le travail du barreur (Henri Le Gall en l'occurrence), en cours de relève :

« Je l'ai vu ce matin encore, au pied d'Ar-Men, manœuvrer dans une grosse houle, l'œil dur, le visage tendu. Il calcule en un éclair la vitesse et la force de la vague qui monte en face dans le noroît. Pour ne pas être emporté il lance la vedette vers le phare de toute la puissance de ses deux cents chevaux. La vague l'immobilise à cinquante centimètres du soubassement. »

- On a pu voir récemment au cinéma la Velléda dans le film L'Équipier, réalisé par Philippe Lioret (2004).